# Santa Cesarea Terme
Santa Cesarea Terme est une commune de la province de Lecce, dans les Pouilles en Italie.

## Géographie
Santa Cesarea Terme est une commune de l'extrême sud de la région des Pouilles qui s'étend sur 26 km2 et est limitrophe d'Otranto, Uggiano la Chiesa, Minervino di Lecce, Poggiardo, Ortelle et Castro.

### Vue
Par très beau temps, depuis la plage, on peut apercevoir l'île d'Othoni appartenant à la Grèce et située à environ 80 km.

## Histoire

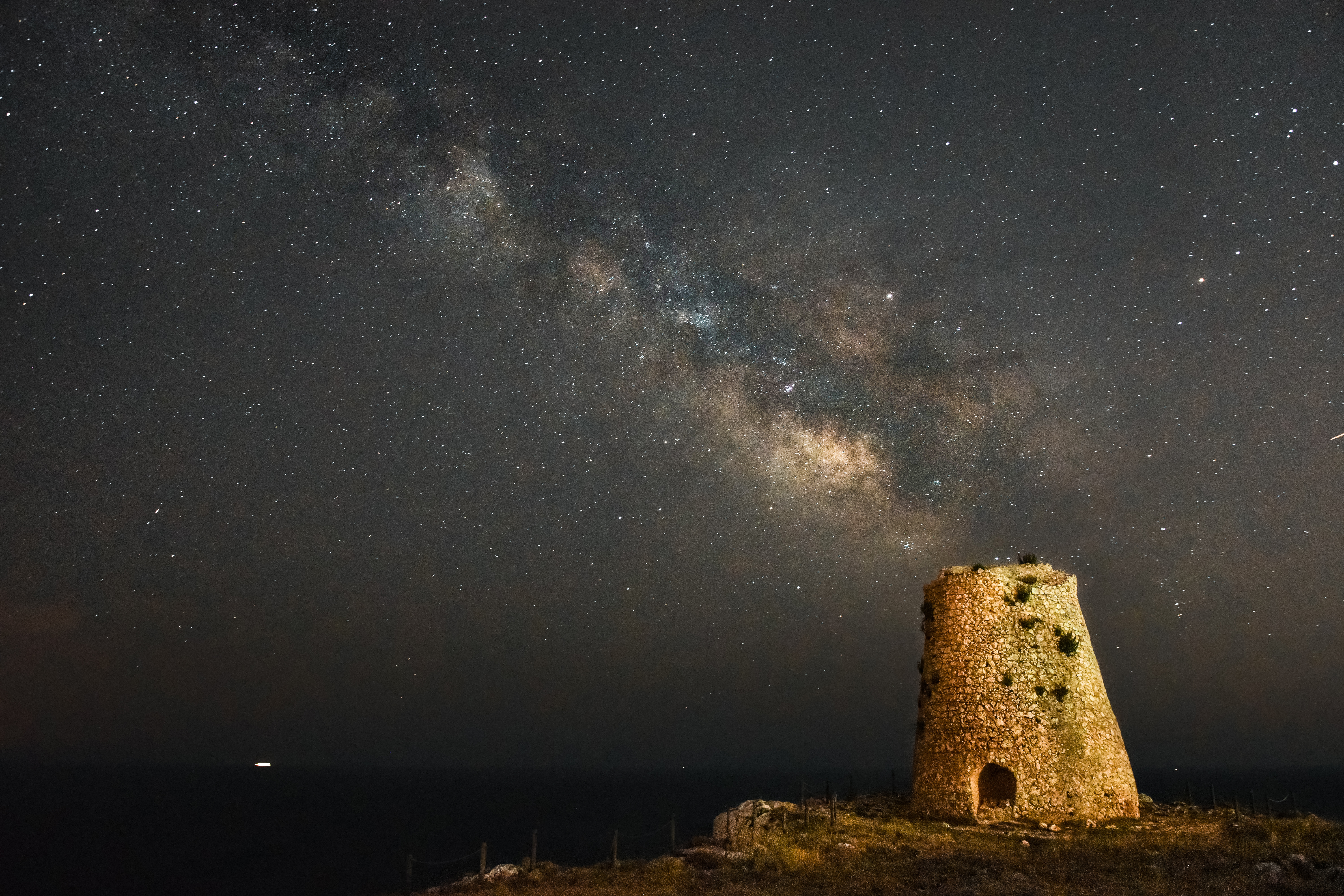
Une ancienne tour côtière à Santa Cesarea Terme. Juillet 2020.

## Administration
| Période                                  | Période    | Identité           | Étiquette       | Qualité                    |
| ---------------------------------------- | ---------- | ------------------ | --------------- | -------------------------- |
| 21/11/2007                               | 15/04/2008 | Gaetano Tufariello |                 | commissaire extraordinaire |
| 15/04/2008                               | 28/05/2013 | Daniele Cretì      | (liste civique) | maire                      |
| 28/05/2013                               | En cours   | Pasquale Bleve     |                 | maire                      |
| Les données manquantes sont à compléter. |            |                    |                 |                            |

### Hameaux
Cerfignano, Vitigliano.

### Communes limitrophes
Castro, Minervino di Lecce, Ortelle, Otrante, Poggiardo, Uggiano la Chiesa.

### Évolution démographique
Habitants recensés

## Jumelages
- Vócha (Grèce).